# Impasse Boutron
Impasse Boutron är en återvändsgata i Quartier de l'Hôpital-Saint-Louis i Paris tionde arrondissement. Gatan är uppkallad efter en tidigare fastighetsägare. Impasse Boutron börjar vid Rue du Faubourg-Saint-Martin 172.

## Bilder
| - Gatuskylt. - Saint-Vincent-de-Paul. |

## Omgivningar
- Saint-Vincent-de-Paul
- Place Raoul-Follereau
- Square de Verdun
- Passage Roland-Topor
- Jardin Villemin
- Place Madeleine-Braun

## Kommunikationer
- Tunnelbana – linje  – Château-Landon
- Busshållplats Verdun – Paris bussnät

### Webbkällor
- ”Impasse Boutron”. Mairie de Paris. https://web.archive.org/web/20190905051254/http://www.v2asp.paris.fr/commun/v2asp/v2/nomenclature_voies/Voieactu/1237.nom.htm. Läst 19 januari 2023.
- ”Impasse Boutron (10ème arrondissement)”. Les rues de Paris. https://web.archive.org/web/20190729154152/http://www.parisrues.com/rues10/paris-10-impasse-boutron.html. Läst 19 januari 2023.